# Regierung G. Eyskens III
Die Regierung G. Eyskens III amtierte in Belgien vom 6. November 1958 bis zum 3. September 1960. In der Legislaturperiode von 1954 bis 1958 regierte eine Koalition von Sozialisten und Liberalen. Nach der Parlamentswahl 1958, bei der sowohl die Sozialisten als auch die Liberalen Sitze einbüßten, bildete Gaston Eyskens eine christdemokratische (PSC/CVP) Minderheitsregierung. Nachdem sich Christdemokraten und Liberale (PL/LP) in der Schulpolitik geeinigt hatten, traten die Liberalen Ende 1958 in die Regierung ein. Mitte 1960 kam es aufgrund der Kongokrise zu einer umfangreichen Regierungsumbildung.

## Kabinett
| Amt | Amtsinhaber                    | Partei    | Beginn der Amtszeit | Ende der Amtszeit |
| --- | ------------------------------ | --------- | ------------------- | ----------------- |
| Premierminister | Gaston Eyskens                 | PSC/CVP   | 6. November 1958    | 3. September 1960 |
| Landwirtschaftsminister | Albert De Vleeschauwer         | PSC/CVP   | 6. November 1958    | 3. September 1960 |
| Verteidigungsminister | Arthur Gilson                  | PSC/CVP   | 6. November 1958    | 3. September 1960 |
| Minister für Gesundheit und Familie                                                                                                 | Paul Meyers                    | PSC/CVP   | 6. November 1958    | 3. September 1960 |
| Minister für Kommunikation | Paul-Willem Segers             | PSC/CVP   | 6. November 1958    | 3. September 1960 |
| Sozialminister | Léon Servais                   | PSC/CVP   | 6. November 1958    | 3. September 1960 |
| Minister für Mittelstand | Paul Vanden Boeynants          | PSC/CVP   | 6. November 1958    | 3. September 1960 |
| Minister für Belgisch-Kongo und Ruanda-Urundi                                                                                       | Maurice Van Hemelrijck         | PSC/CVP   | 6. November 1958    | 3. September 1960 |
| Minister für Belgisch-Kongo und Ruanda-Urundi                                                                                       | August De Schryver             | PSC/CVP   | 3. September 1960   | 23. Juni 1960     |
| Minister für afrikanische Angelegenheiten                                                                                           | August De Schryver             | PSC/CVP   | 23. Juni 1960       | 3. September 1960 |
| Minister ohne Portefeuille zuständig für die wirtschaftlichen und finanziellen Angelegenheiten von Belgisch-Kongo und Ruanda-Urundi | Raymond Scheyven               | PSC/CVP   | 17. November 1959   | 3. September 1960 |
| Minister ohne Portefeuille zuständig für die allgemeinen Angelegenheiten in Afrika                                                  | Walter Ganshof Van der Meersch | parteilos | 16. Mai 1960        | 20. Juli 1960     |
| Finanzminister | Jean Van Houtte                | PSC/CVP   | 6. November 1958    | 3. September 1960 |
| Außenminister | Pierre Wigny                   | PSC/CVP   | 6. November 1958    | 3. September 1960 |
| Mitglied des Ministerrats zuständig für die Vertretung des Premierministers, die Verwaltung und die Verwaltungsreform               | Albert Lilar                   | PL/LP     | 6. November 1958    | 20. November 1958 |
| Vizepräsident des Ministerrats zuständig für die Vertretung des Premierministers, die Verwaltung und die Verwaltungsreform          | Albert Lilar                   | PL/LP     | 20. November 1958   | 3. September 1960 |
| Innenminister | René Lefebvre                  | PL/LP     | 6. November 1958    | 3. September 1960 |
| Arbeitsminister | Oscar Behogne                  | PSC/CVP   | 6. November 1958    | 3. September 1960 |
| Kulturminister | Pierre Harmel                  | PSC/CVP   | 6. November 1958    | 3. September 1960 |
| Minister für öffentliche Arbeiten und Wiederaufbau                                                                                  | Omer Vanaudenhove              | PL/LP     | 6. November 1958    | 3. September 1960 |
| Justizminister | Laurent Merchiers              | PL/LP     | 6. November 1958    | 3. September 1960 |
| Bildungsminister | Charles Moureaux               | PL/LP     | 6. November 1958    | 3. September 1960 |
| Wirtschaftsminister | Jacques Van der Schueren       | PL/LP     | 6. November 1958    | 3. September 1960 |
| Minister für Außenhandel | Jacques Van Offelen            | PL/LP     | 6. November 1958    | 3. September 1960 |